# Березцы (Житомирская область)
Березцы (укр. Березці) — село на Украине, находится в Житомирском районе Житомирской области.
Код КОАТУУ — 1825085502. Население по переписи 2001 года составляет 169 человек. Почтовый индекс — 12200. Телефонный код — 4132. Занимает площадь 0,617 км².

## Местная власть
12200, Житомирская область, Житомирский р-н, г. Радомышль.